# Portaal (gebouw)

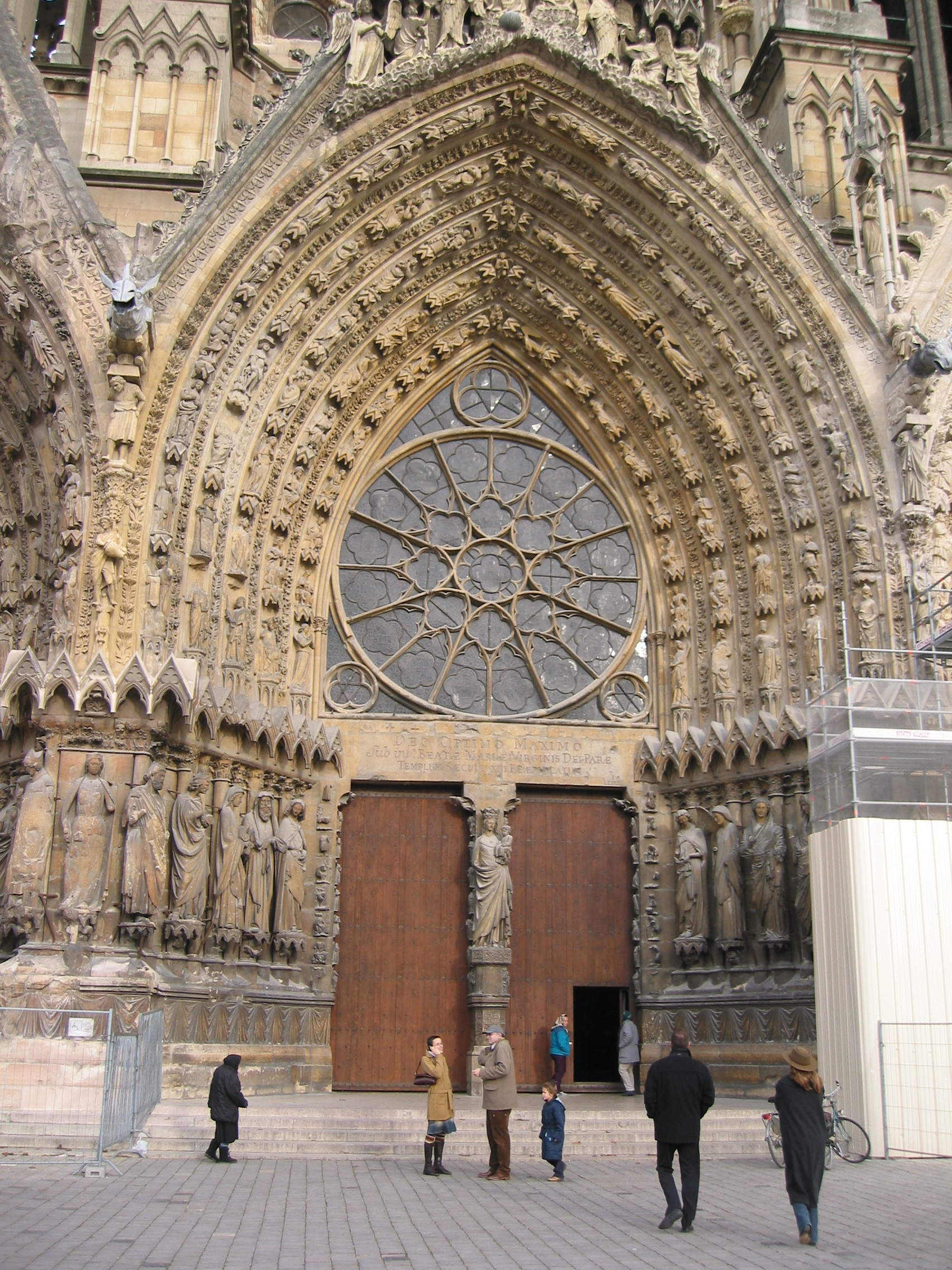
Hoofdportaal van de kathedraal van Reims

Een portaal (van het Latijn porta - deur, poort) is een architectonisch sterk benadrukte ingang van een groot, meestal publiek gebouw zoals een tempel, kerk of gerechtshof.
Een indrukwekkend portaal geldt als statussymbool van een gebouw. Hoe gewichtiger de functie of de bouwheer, hoe groter en rijker het portaal werd uitgebouwd en versierd. Bij kerkgebouwen heeft het portaal als overgangsgebied tussen de buiten- en binnenruimte soms ook andere functies. Zo vonden in sommige kerkportalen in de middeleeuwen rechtszittingen plaats (zie Bergportaal#Rechtsplaats). Ook was en is het een geliefkoosde plek voor bedelaars en daklozen. Sommige grotere kerken, zoals kathedralen of bedevaartkerken, tellen meerdere portalen, waarbij het centrale westportaal meestal de voornaamste toegang vormt; de zijportalen zijn dan over het algemeen kleiner en minder rijkversierd.
In de romaanse periode, maar vooral in de gotiek, werden portalen uitbundig versierd met beeldhouwwerk, waarbij het beeldprogramma tevens een educatieve functie had. Veel voorkomende thema's zijn de Majestas Domini of de verheerlijking van Maria. De meeste gebeeldhouwde portalen bevatten een of meerdere reliëfvoorstellingen in een timpaan boven de centrale toegangspoort. Daaromheen bevinden zich rond- of spitsbogige archivolten, meestal bestaande uit gestapelde heiligenbeelden. Grotere portalen hebben soms gebeeldhouwde zijwanden en worden aan de buitenkant afgesloten door een hekwerk of een extra poort, waardoor in feite een afgesloten ruimte is ontstaan.
In de renaissance- en barokarchitectuur werden het gebeeldhouwde timpaan en de archivolten vervangen door classicistische bouwelementen, zoals zuilen, pilasters, architraven en frontons.

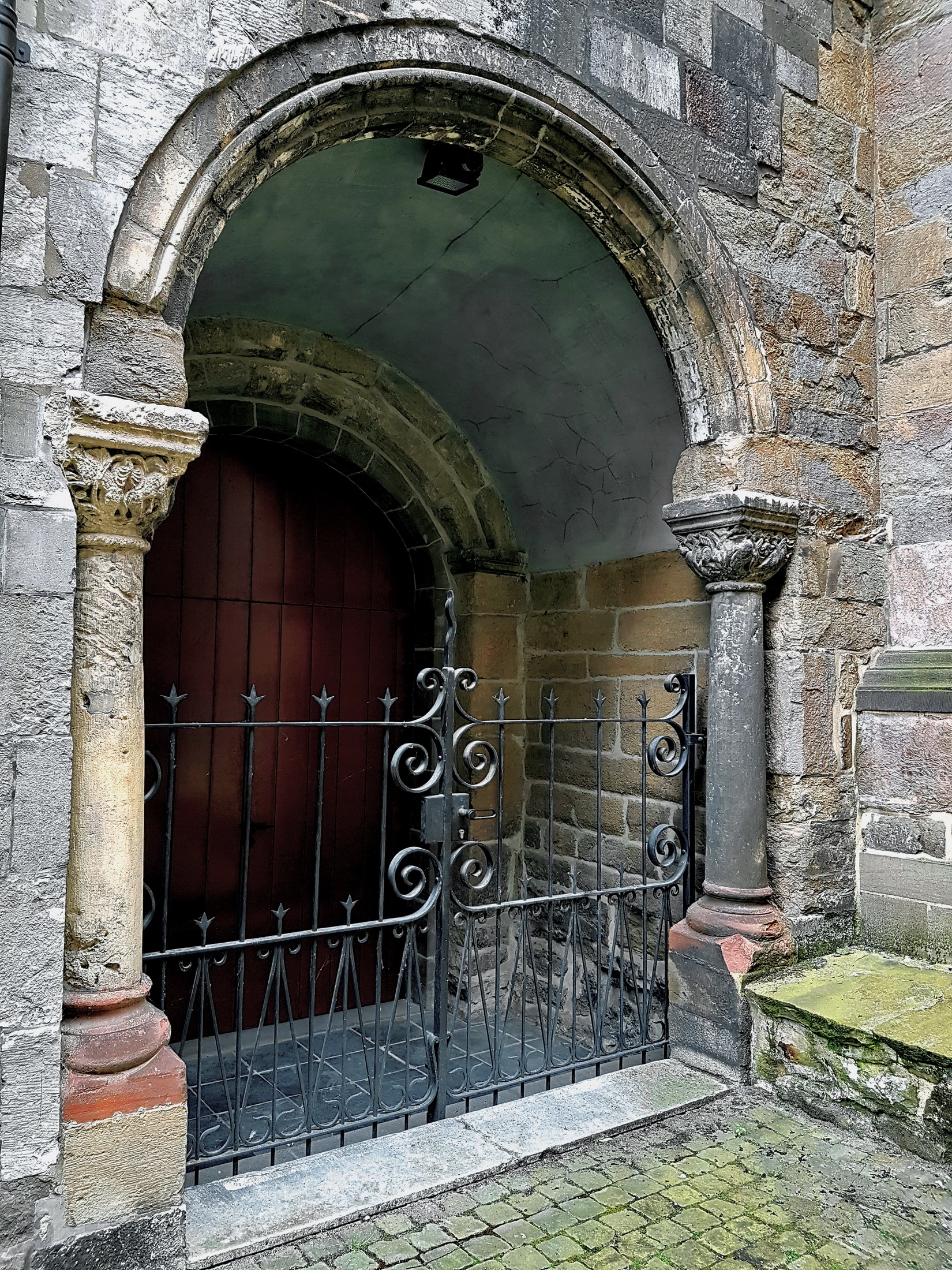
Romaans westportaal Sint-Servaasbasiliek, Maastricht
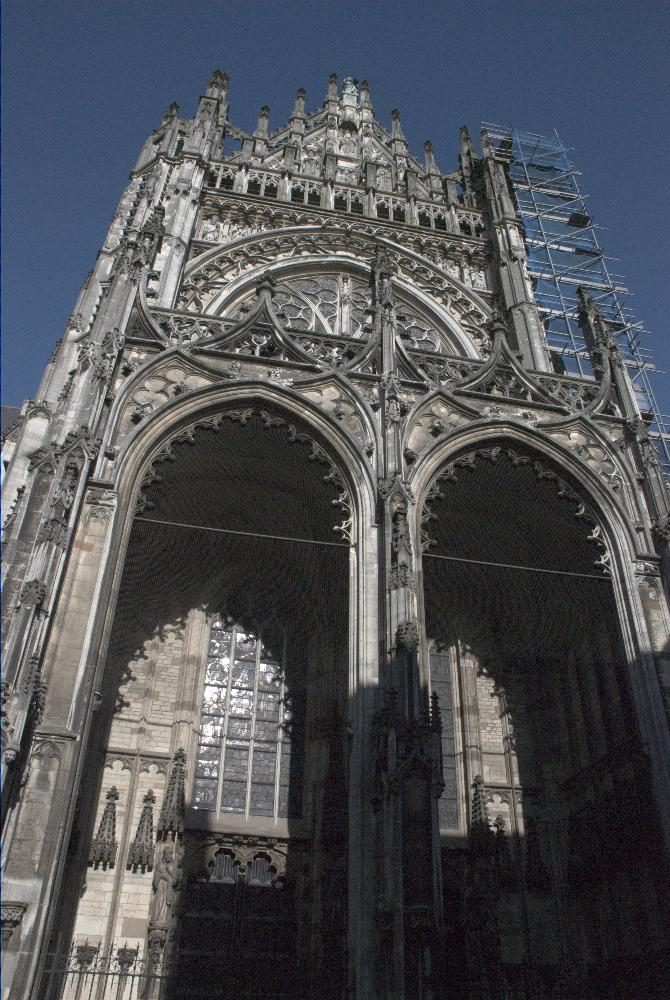
Gotisch zuidportaal, Sint-Janskathedraal, Den Bosch
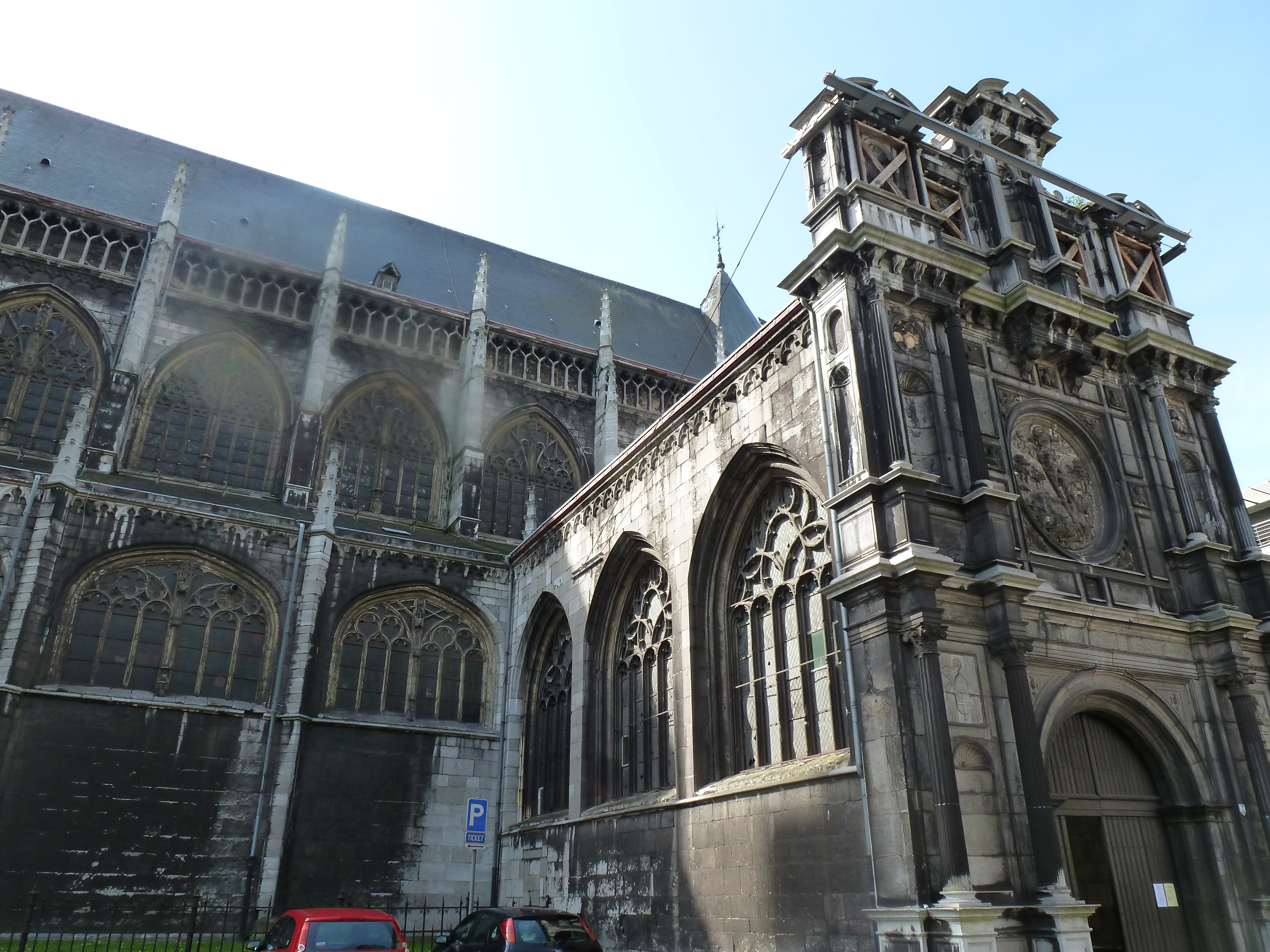
(Deels) renaissanceportaal Sint-Jacobskerk, Luik
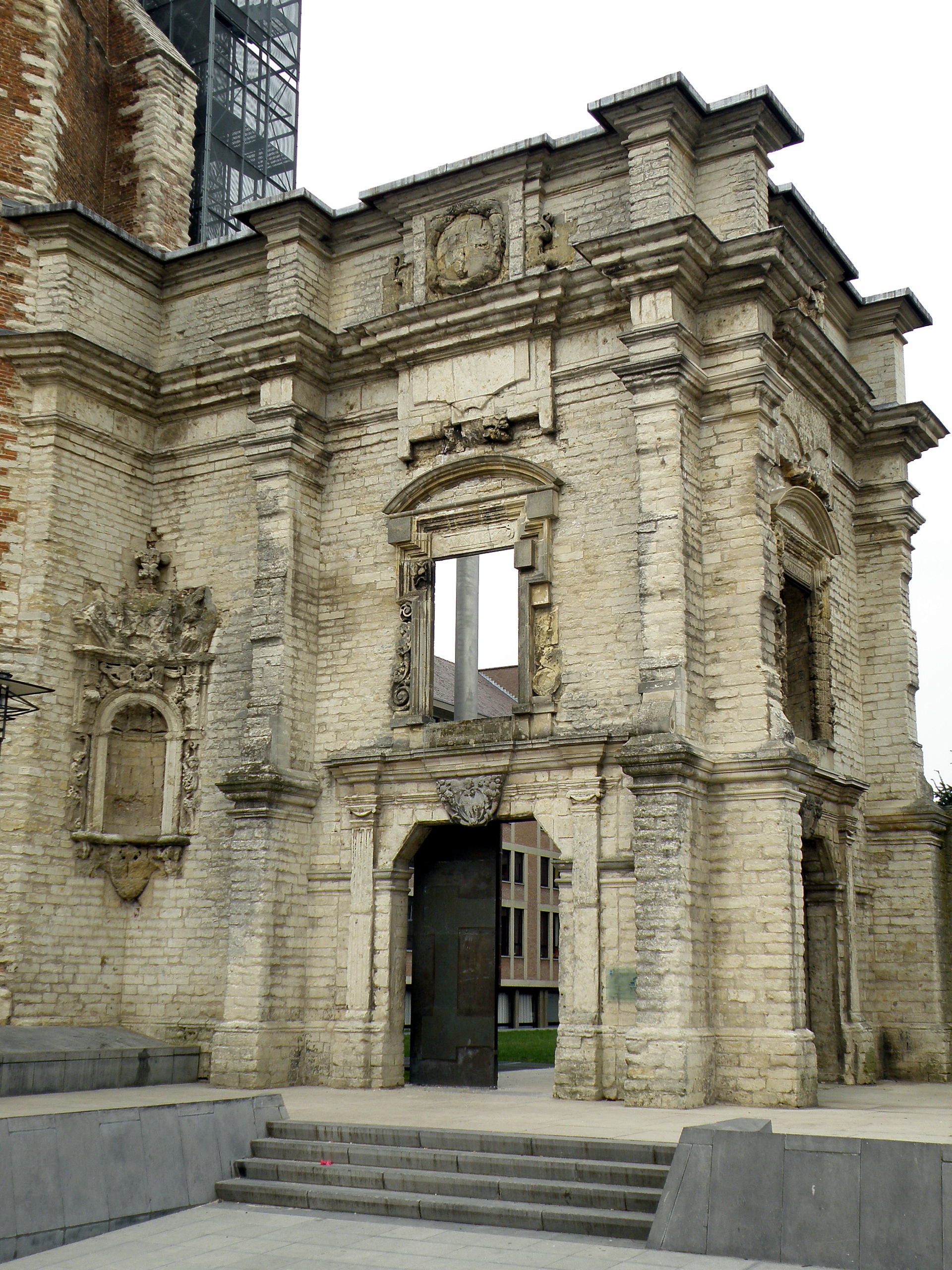
Barokportaal abdij van Sint-Truiden